# Sekularpräst
En sekularpräst är en katolsk präst som inte tillhör någon klosterorden. I Frankrike tilltalas en sekularpräst vanligtvis Monsieur l'Abbé under det att ordenspräster tituleras mon Père.
En stiftspräst är en katolsk präst som vigs för tjänst inom ett särskilt stift.